# 10894 Nakai
10894 Nakai eller 1997 SE30 är en asteroid i huvudbältet som upptäcktes den 30 september 1997 av Spacewatch vid Kitt Peak-observatoriet. Den är uppkallad efter musikern Raymond Carlos Nakai.
Asteroiden har en diameter på ungefär 10 kilometer.